# كيسي جانسين
كيسي جانسين (بالإنجليزية: Casey Janssen)‏ هو لاعب كرة قاعدة أمريكي، ولد في 17 سبتمبر 1981 في أورانج في الولايات المتحدة.

## وصلات خارجية
- كيسي جانسين على موقع دوري كرة القاعدة الرئيسي (الإنجليزية)
- كيسي جانسين على موقعبيزبول رفرنس.كوم (الدوري الرئيسي) (الإنجليزية)
- كيسي جانسين على موقعبيزبول رفرنس.كوم (الدوري الثانوي) (الإنجليزية)
- كيسي جانسين على موقع إي إس بي إن.كوم (أم.أل.بي) (الإنجليزية)
- كيسي جانسين على موقع مشجعي الرسوم البيانية (الإنجليزية)